# Rhône du Pont de Groslée à Murs-et-Gélignieux
Le Rhône du Pont de Groslée à Murs-et-Gélignieux est un site naturel protégé, classé ZNIEFF de type I, comprenant le Rhône et ses rives entre les départements :
- de Savoie sur les communes de Champagneux et  Saint-Genix-sur-Guiers ;
- de l'Ain sur les communes de Brégnier-Cordon, Murs-et-Gélignieux, Saint-Benoit et  Groslée ;
- de l'Isère sur les communes de Aoste, Brangues, Le Bouchage et Les Avenières.

## Statut
Le site est classé ZNIEFF sous le numéro régional no 01230002. Il comprend la réserve naturelle des Iles du Haut-Rhône, site Natura no FR8201748 .

## Description
Ce vaste ensemble naturel alluvial comprenant la forêt alluviale, les lônes (anciens bras du Rhône, parfois restés en connexion avec ce dernier) et de nombreuses îles.
La végétation est constituée d'une ripisylve d'aulnes et de frênes

## Espèces protégées déterminantes

### Mammifères
- Castor d'Europe
- Vespertilion à moustaches

### Oiseaux
Aigrette garzette Bihoreau gris,  Bruant des roseaux,  Canard souchet, Chevalier guignette, Faucon hobereau,  Fuligule milouin, Fuligule morillon, Petit Gravelot, Harle bièvre, Héron pourpré, Martin-pêcheur d'Europe,  Locustelle tachetée,  Milan noir, Rousserolle turdoïde,  Sarcelle d'été.

### Poissons
Brochet, Epinoche, Lote de rivière, Loche d'étang, Bouvière, Ombre commun

### Reptiles
Cistude d'Europe

### Gastéropodes
Six stations remarquables d'un gastéropode rare, Anisus vorticulus ont été localisées récemment.

### Flore: espèces déterminantes
- Ail à tige anguleuse Allium angulosum L.
- Ail des ours Allium ursinum L.
- Buplèvre fausse renoncule Bupleurum ranunculoides L.
- Laîche poilue Carex pilosa Scop.
- Laîche faux-souchet Carex pseudocyperus L.
- Prêle d'hiver Equisetum hyemale L.
- Euphorbe des marais Euphorbia palustris L.
- Fritillaire pintade Fritillaria meleagris L.
- Hottonie des marais Hottonia palustris L.
- Hydrocharis morène Hydrocharis morsus-ranae L.
- Gesse des marais Lathyrus palustris L.
- Léersie faux riz Leersia oryzoides (L.) Swartz
- Petite Naïade Najas minor All.
- Nénuphar jaune Nuphar lutea (L.) Sm.
- Peucédan à feuilles de carvi Peucedanum carvifolium
- Peucédan des marais Peucedanum palustre
- Pâturin des marais Poa palustris L.
- Radiole faux lin Radiola linoides Roth
- Renoncule Langue (Grande douve) Ranunculus lingua L.
- Renoncule scélérate Ranunculus sceleratus L.
- Groseillier rouge Ribes rubrum L.
- Scirpe mucrone Schoenoplectus mucronatus (L.) Palla
- Scirpe à tiges trigones Schoenoplectus triqueter (L.) Palla
- Séneçon aquatique Senecio aquaticus Hill
- Séneçon des marais Senecio paludosus L.
- Rubanier émergé Sparganium emersum Rehmann
- Pigamon jaune Thalictrum flavum L.
- Utriculaire négligée Utricularia australis R. Br.
- Utriculaire commune Utricularia vulgaris

## Photos

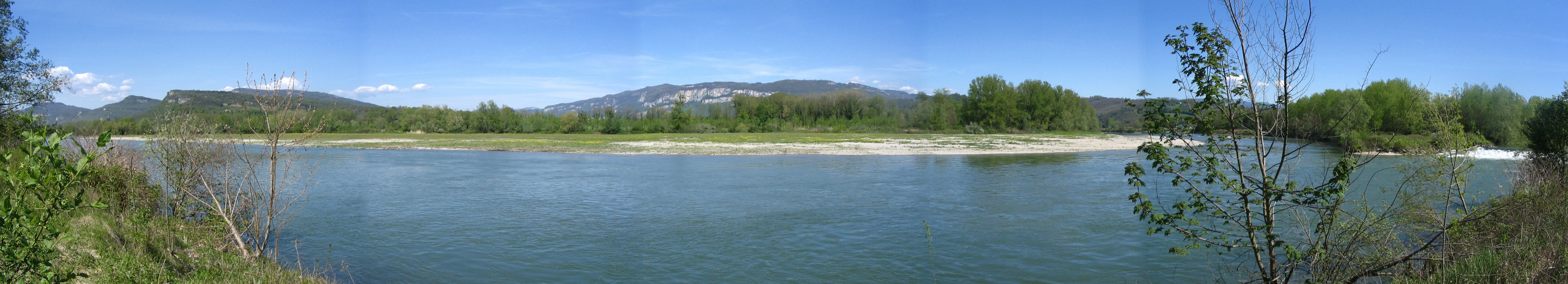
Confluent du Guiers et du Rhône face à l'Ile de l'Espérance.